# (5770) Aricam
(5770) Aricam es un asteroide perteneciente al cinturón exterior de asteroides descubierto el 12 de septiembre de 1987 por Henri Debehogne desde el Observatorio de La Silla, Chile.

## Designación y nombre
Designado provisionalmente como 1987 RY. Fue nombrado por Arianna y Camilla Laurenti (n. 2017). Son las nietas gemelas de Mario Di Martino, astrónomo del Observatorio Astrofísico de Turín y colega y amigo del descubridor.

## Características orbitales
(5770) Aricam está situado a una distancia media del Sol de 3,207 ua, pudiendo alejarse hasta 3,790 ua y acercarse hasta 2,623 ua. Su excentricidad es 0,181 y la inclinación orbital 0,374 grados. Emplea 2097,98 días en completar una órbita alrededor del Sol.

## Características físicas
La magnitud absoluta de (5770) Aricam es 12,7. Tiene 14,302 km de diámetro y su albedo se estima en 0,077. 